# 悼詞

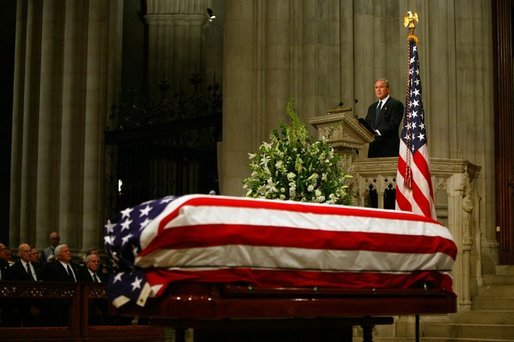
乔治·沃克·布什在2004年6月罗纳德·里根的国葬上发表悼词

悼词（英语：Eulogy）是人們發表的一種對逝者的紀念性言辭。悼词有時在殯儀館內舉辦的葬礼上發佈，一般由逝者的家庭成员或生前亲密的朋友发表。